# 北海道道38号夕張岩見沢線
北海道道38号夕張岩見沢線（ほっかいどうどう38ごう ゆうばりいわみざわせん）は、北海道夕張市と岩見沢市を結ぶ道道（主要地方道）である。

## 概要
沿線には観光施設も多数見られる。
夕張市内では旧JR北海道 石勝線（夕張支線）、岩見沢市内ではかつての万字線と並行する区間が多い。
沿線に残る高圧線の鉄塔やコンクリート構造物は、かつて万字炭鉱と夕張炭鉱（ともに北海道炭礦汽船の経営）を結んでいた施設の名残である。

### 路線データ
- 起点：北海道夕張市清水沢3丁目（国道452号交点）
- 終点：北海道岩見沢市南町8条3丁目（国道234号交点）
- 総延長：48.817 km[1]
- 実延長：46.611 km[1]
- 重用延長：2.206 km[1]

### 道路管理者
- 空知総合振興局 札幌建設管理部 岩見沢出張所
- 空知総合振興局 札幌建設管理部 長沼出張所

## 歴史
- 1957年（昭和32年）3月30日 - 169号として路線認定[2]。
- 1993年（平成5年）4月1日 - 北海道道514号夕張平取線（同日廃止）の一部区間を編入し、起点を夕張市若菜（北海道道3号札幌夕張線交点）から夕張市清水沢（国道452号交点）へ延長[要出典]。
- 1993年（平成5年）5月11日 - 建設省から、道道夕張岩見沢線・道道札幌夕張線の一部・道道夕張平取線の一部が夕張岩見沢線として主要地方道に指定される[3]。
- 1994年（平成6年）10月1日 - 路線番号を38号に変更[4]。

## 路線状況

### 重複区間
- 北海道道30号三笠栗山線（岩見沢市上志文町 - 岩見沢市志文町）

### 道路施設

#### 主な橋梁
- 西川橋（79 m、志幌加別川、夕張市清水沢）
- 清風橋（45 m、清水沢川、夕張市清水沢）
- 温泉橋（42 m、志幌加別川、夕張市清水沢 - 夕張市平和）
- 英橋（99 m、ポンネベツ川、岩見沢市栗沢町万字寿町 - 岩見沢市栗沢町万字英町）
- 巴橋（55 m、幌向川、岩見沢市栗沢町万字）
- 美流渡橋（52 m、幌向川、岩見沢市毛陽町 - 岩見沢市栗沢町美流渡錦町）
- 高柳橋（56 m、幌向川、岩見沢市栗沢町美流渡西町 - 岩見沢市朝日町）
- 第一朝栗橋（58 m、幌向川、岩見沢市朝日町 - 岩見沢市栗沢町美流渡西町）
- 第二朝栗橋（65 m、幌向川、岩見沢市栗沢町美流渡西町 - 岩見沢市朝日町）
- 第一朝日橋（54 m、幌向川、岩見沢市朝日町 - 岩見沢市栗沢町宮村）
- 第二朝日橋（95 m、幌向川、岩見沢市栗沢町宮村 - 岩見沢市上志文町）

#### 常設型ゲート
- メロン城前ゲート（夕張市丁未）
- 万字温泉前ゲート（岩見沢市栗沢町万字二見町）

## 地理

### 通過する自治体
- 空知総合振興局
  - 夕張市
  - 岩見沢市

### 交差する道路
夕張市
- 国道452号 - 清水沢3丁目（起点）
- 北海道道3号札幌夕張線 - 若菜

岩見沢市

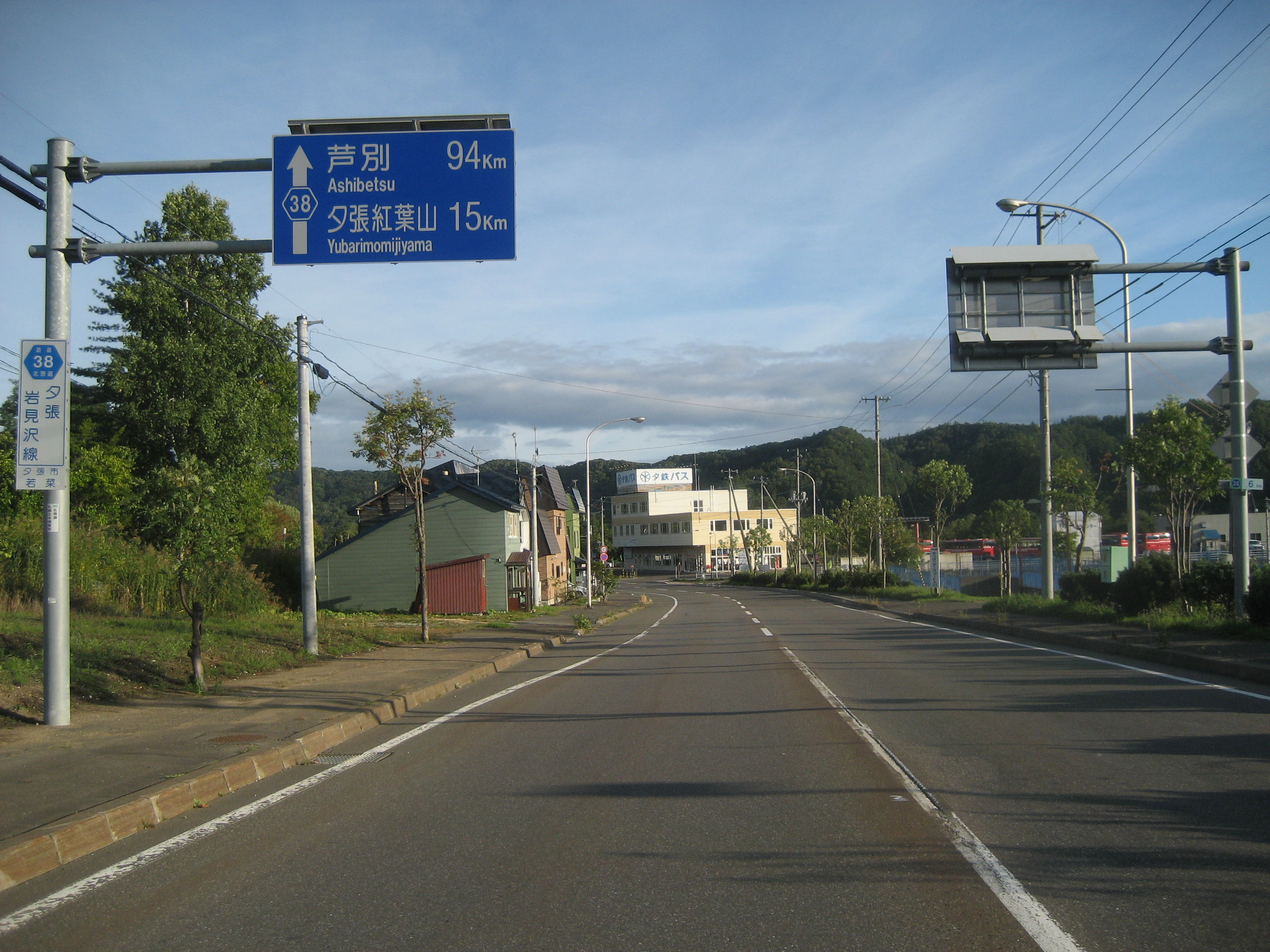
夕張市若菜付近

- 北海道道1129号三笠栗沢線 - 栗沢町美流渡本町
- 北海道道30号三笠栗山線 - 上志文町、志文町（重複）
- 国道234号 - 南町8条3丁目（終点）

### 沿線にある施設など
夕張市
- 夕張市平和運動公園
- 夕張鉄道本社・本社ターミナル
- 夕張市役所
- 夕張市美術館
- 栗山警察署夕張警察庁舎
- ゆうばりホテルシューパロ（旧丸丹おかむら百貨店跡地）
- 夕張市立診療所（旧夕張市立総合病院）
- 石炭の歴史村
- めろん城
- 丁未風致公園

岩見沢市
- 岩見沢市万字連絡所
- 毛陽温泉スパ・イン メープルロッジ
- 岩見沢市役所美流渡出張所
- 美流渡交通センター（旧美流渡駅）
- 美流渡郵便局
- 岩見沢朝日簡易郵便局
- 岩見沢市役所朝日町出張所
- 岩見沢萩の山市民スキー場
- 上志文郵便局
- 岩見沢市立メープル小学校
- 北海道中央バス岩見沢営業所

### 主な峠
- 万字峠